# جون فيليب ليفين
جون فيليب ليفين (بالإنجليزية: John Philip Lewin)‏ هو نقابي ومحامي نيوزيلندي، ولد في 3 يونيو 1915، وتوفي في 4 مايو 1990.